# Den stora illusionen (roman)
Den stora illusionen (finska: Suuri illusioni) är den finländska författaren Mika Waltaris fjärde roman. Den blev hans stora genombrott såväl i Finland som utomlands. Waltari skrev boken 1927, då han bodde i Paris. Boken publicerades 1928 och gavs ut i svensk översättning av Inga Enander 1930.
Den stora illusionen filmatiserades 1985 av den finländske regissören Tuija-Maija Niskanen med Stina Ekblad i en av huvudrollerna (Caritas).